# Us (The Walking Dead)
«Nosotros» (título original en inglés: «Us) es el décimo quinto episodio de la cuarta temporada de la serie de televisión The Walking Dead. Fue dirigido por Greg Nicotero y el guion estuvo a cargo de Nichole Beattie y Seth Hoffman. La cadena AMC lo emitió en los Estados Unidos el 23 de marzo de 2014. FOX en Hispanoamérica y España lo estrenaron el día 24 del mismo mes. Este episodio consta de dos partes. Es el penúltimo episodio de la cuarta temporada.

## Trama
Glenn (Steven Yeun), Tara (Alanna Masterson), Abraham (Michael Cudlitz), Rosita (Christian Serratos) y Eugene (Josh McDermitt) siguen las vías del tren y se encuentran con un letrero que señala el camino hacia Terminus. Glenn descubre una nota dejada por Maggie Greene | Maggie], diciéndole que viaje a hacia allí. Pasan por una pequeña ciudad donde Eugene casi es golpeado por un caminante que se cae desde un techo antes de que Abraham lo empuje fuera del camino. El incidente hace que Tara se lastime el pie. Abraham argumenta que es demasiado peligroso cubrir a Eugene, pero Glenn les permite usar su traje anti-motines para ayudar a proteger a Eugene si Abraham continúa con ellos. Abraham está de acuerdo.
Llegan a un túnel de trenes y Glenn ve otra nota de Maggie. Él insiste en que necesitan pasar por el túnel, pero Abraham no arriesgará la vida de Eugene ya que hay sonidos de caminantes dentro y decide que es hora de separarse. Le proporciona a Glenn y Tara algunos suministros y linternas, antes de que se vayan, les dice que se retiren a la carretera si se atascan. Abraham, Rosita y Eugene llegan hasta la carretera y encuentran un vehículo que podía servirles para continuar la marcha. Eugene convence al Sargento de descansar en el asiento trasero mientras él y Rosita se encargan de conducir. Toma un mapa y se dispone a guiarlos por el camino correcto, tras una serie de bizarras directrices, Eugene le ordena a Rosita detener el vehículo en medio de las vías del tren. La chica descubre que el científico la guio hacia la otra salida del túnel y concluye que si Glenn y Tara aún continuaban con vida saldrían por allí en cualquier momento. Abraham regaña a Rosita por haber dejado que Eugene la guiara y entonces el científico interrumpe la discusión al ver acercarse algo en la distancia.
Rick (Andrew Lincoln), Carl (Chandler Riggs) y Michonne (Danai Gurira) están en otra parte de las vías del ferrocarril. Mientras tanto, Daryl (Norman Reedus) y Len (Marcus Hester) pelean cuando Daryl mata a un conejo. Len afirma que el conejo es suyo y discute con Daryl antes de que Joe (Jeff Kober) los interrumpa. Joe explica a Daryl que el grupo tiene una regla: "Reclamar". Al caminar por las vías Joe alienta a Daryl para quedarse con ellos, a pesar de que le informa de que todo el que robe y mienta entre el grupo va a recibir una paliza severa. Después de que el grupo pase la noche en una plataforma del ferrocarril, Len despierta a Daryl diciéndole que había robado la mitad de su conejo. Sorpresivamente, la bolsa de Daryl tiene la otra mitad. Daryl les dice que todo es un engaño y una trampa.  Cuando Joe revela que vio a Len poner el conejo en el bolso de Daryl todos comienzan a golpearle. Al salir del campamento con el grupo, Daryl ve el cuerpo inerte de Len con una flecha en la cabeza. Joe le informa a Daryl que están siguiendo a un hombre (Rick), que había matado a uno de los suyos, y es probable que se dirija a Terminus. Joe, Daryl y los Reclamadores ven un envoltorio de chocolate que Carl había tirado unas horas antes y lo toman como una prueba.
En el túnel, Tara se disculpa con Glenn, creyendo que sus acciones al confiar en El Gobernador condujo a la muerte de muchos de los amigos de Glenn, incluyendo a Hershel, el padre de Maggie. Glenn acepta su disculpa, pero se topan en el camino con una horda de caminantes. La lesión de Tara los frena y ambos quedan abrumados por la horda caminante, cuando de repente Maggie (Lauren Cohan), Sasha (Sonequa Martin-Green), y Bob (Lawrence Gilliard Jr.) aparecen desde el extremo opuesto del túnel y junto con Abraham, Eugene y Rosita, eliminan a los caminantes para permitir que Glenn y Tara escapen, salvándolos de una muerte certera. Glenn y Maggie tienen una reunión en la que ambos lloran de felicidad y luego se hacen las presentaciones apropiadas. Tara no dice nada sobre su papel en la muerte del padre de Maggie. Mientras Abraham insiste en que continúen en Washington D. C., el grupo colectivo, incluido Eugene, acuerda que deberían terminar el viaje a Terminus, ya que sus amigos también pueden estar allí. El grupo fusionado finalmente llega a Terminus, un astillero asegurado, y entra con facilidad. Una mujer llamada Mary (Denise Crosby) les da la bienvenida y les ofrece algo de carne.

## Producción
"Us" fue coescrito por la productora supervisora Nichole Beattie y el coproductor ejecutivo Seth Hoffman. Para cada uno es su tercer crédito de escritura para la temporada y su segundo crédito compartido de escritura, después de coescribir el episodio de la temporada anterior "Claimed". "Us" fue dirigida por el productor ejecutivo y artista de maquillaje de efectos especiales Greg Nicotero, su tercer crédito como director de la temporada. Inicialmente se informó en julio de 2013 que David S. Goyer dirigiría este episodio. Sin embargo surgieron conflictos de programación.
La mayoría del elenco principal aparece en este episodio con las excepciones de Melissa McBride (Carol Peletier), Emily Kinney (Beth Greene) y Chad L. Coleman (Tyreese) pero igual son acreditados.

## Recepción

### Visitas
Tras la transmisión el episodio fue visto por 13.47 millones de televidentes estadounidenses y recibió una calificación de 6.7. 18-49. Esto refleja un aumento en el total de espectadores y clasificaciones del episodio anterior, el cual recibió una calificación de entre 18 y 49 de 6,4 y 12,87 millones de espectadores.

### Críticas
El episodio recibió críticas generalmente positivas. Roth Cornet de IGN le dio al episodio un 8 de 10 diciendo: "The Walking Dead se tomó un momento para recordarnos que hay, figurativa y literalmente, una luz al final del túnel después de los últimos y sombríos eventos de la semana. La intención de presentarnos la noción de que tal vez haya un final feliz justo cuando nos acercamos al final de la temporada. Las brillantes esposas de Stepford puede ser un poco artificial, pero no sabremos si fue la preparación para un golpe mortal hasta que veamos los eventos de la próxima semana en el último capítulo A".
Erik Kain de Forbes también dio al episodio una reseña positiva, señalando principalmente que el episodio reunió a los personajes, diciendo: "En lugar de centrarnos en un solo grupo, el episodio de la noche del domingo nos da una idea de casi cada sobreviviente que hemos visto esta temporada. Aunque solo tenemos una breve visión de Rick, Michonne y Carl, al menos los vemos haciendo su camino -en estado de ánimo- hacia su objetivo. No todo es sol y rosas, pero es un episodio mucho más feliz que la muerte de dos chicas, esta vez más estrechamente ligada a Carol, que nos sirvieron la semana pasada."
Algunos críticos comentaron sobre la simplicidad del episodio en comparación con el episodio anterior. Margaret Ely de The Washington Post comentó sobre la simplicidad del episodio e incluso la narración de historias, diciendo: "Dado que todos estamos procesando el episodio emocionalmente agotador de la semana pasada, fue agradable que 'The Walking Dead' nos diera unos 60 minutos de televisión relativamente fáciles de digerir. Desde una reunión romántica hasta comentarios entretenidos del público. El excéntrico Dr. Eugene Porter tenía un poco de todo."
Patrick Kevin Day, de Los Angeles Times, dijo: "Después del episodio desgarrador de la semana pasada, los productores de 'The Walking Dead' se tomaron las cosas con calma. No hay giros importantes de la trama esta semana, no hay revelaciones impactantes y la única muerte recurrente del personaje fue alguien que nadie lamentará. En resumen esto fue un respiro antes del final de la temporada de la próxima semana."
Andrew Conrad de The Baltimore Sun  le dio al episodio una revisión más mixta, diciendo: "Mi audaz predicción después del controvertido episodio de 'The Walking Dead' de la semana pasada fue que esta semana simplificaría las cosas en preparación para el gran final de la temporada 4 el próximo domingo por la noche. Bueno, el episodio de esta semana, titulado 'Us', no fue exactamente lento, pero dudo que atraiga a las multitudes a la fuente de la oficina a charlar sobre él. Había mucho para mantener nuestra atención, pero no lo suficiente como para exigirla ".
Melissa Leon para  The Daily Beast  comentó: "Hubo enormes trozos de carne en la parrilla detrás de Mary en el episodio de la noche anterior y su elección de palabras al hacer que el grupo se sienta como en casa tampoco ayuda a su caso: "Nosotros te haremos un plato". Es posible que los Cazadores dirijan Terminus y atraigan a los viajeros, luego los maten y los coman, pero los Cazadores de la serie de novelas gráficas eran merodeadores y no lo suficientemente fuertes como para vencer incluso al pequeño grupo de luchadores de Rick. No es que los escritores de la serie se opongan a la re interpretación de los libros de historietas. Después de todo es una teoría espantosa que se desarrolla increíblemente en la televisión ".